# Сосуд под давлением

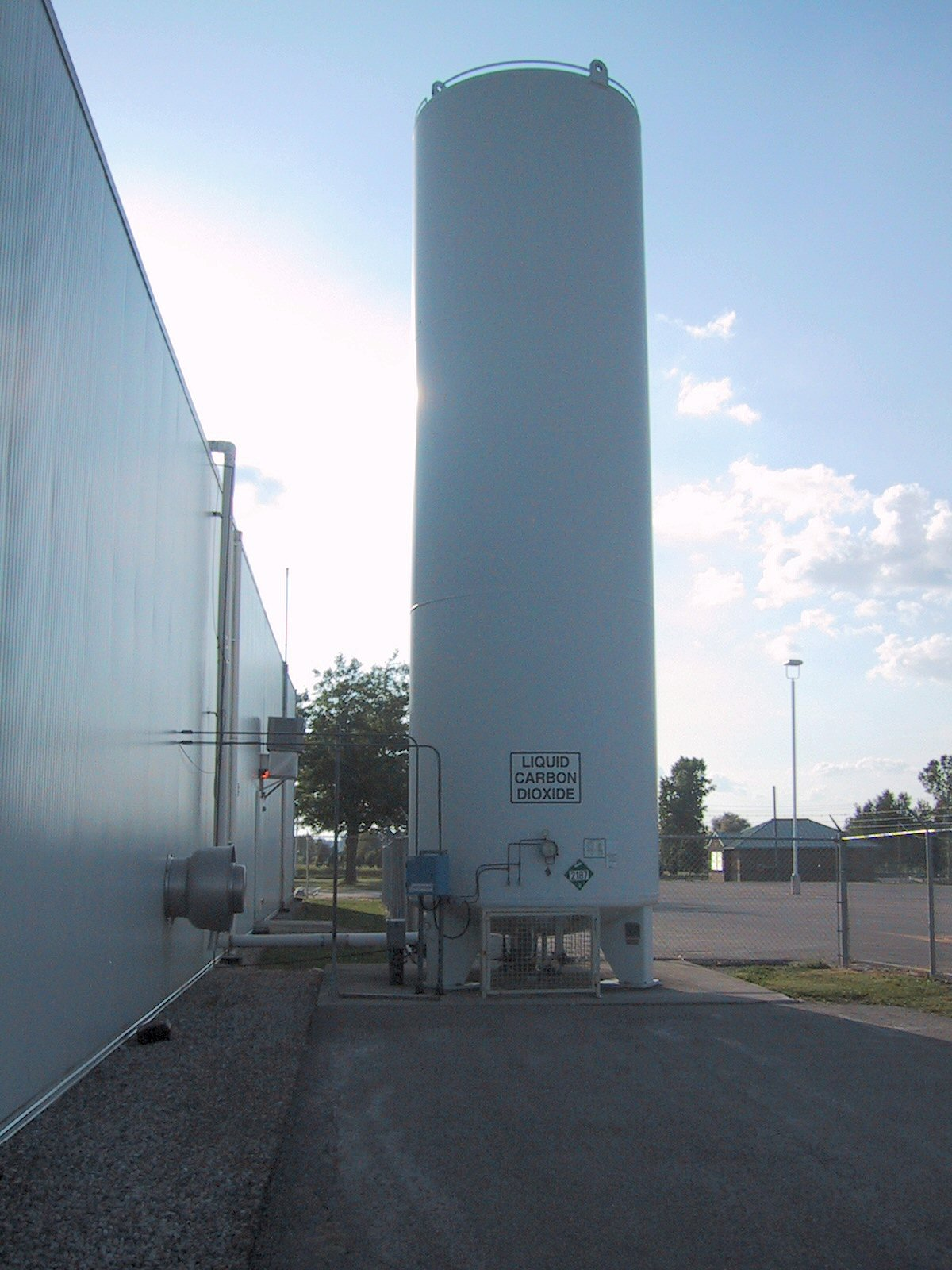
Цистерна со сжиженным углекислым газом

Сосуд под давлением (сосуды давления) — закрытая ёмкость (стационарно установленная или передвижная), предназначенная для ведения химических, тепловых и других технологических процессов, а также для хранения и транспортировки газообразных, жидких и других веществ. Границей сосуда являются входные и выходные штуцеры.

## Использование
Сосуды под давлением широко используются как в промышленности, так и в быту, спорте и пр. Разнообразие размеров, технических характеристик и способов применения их чрезвычайно велико, начиная от ядерных реакторов и заканчивая домашними отопительными котлами и баллонами для дайвинга. Другими примерами использования сосудов под давлением являются паровые котлы, барокамеры, автоклавы, ресиверы, цистерны, газовые баллоны и бочки, предназначенные для транспортировки или хранения сжатых, сжиженных газов, жидкостей и сыпучих тел.

## Требования к сосудам под давлением в РФ

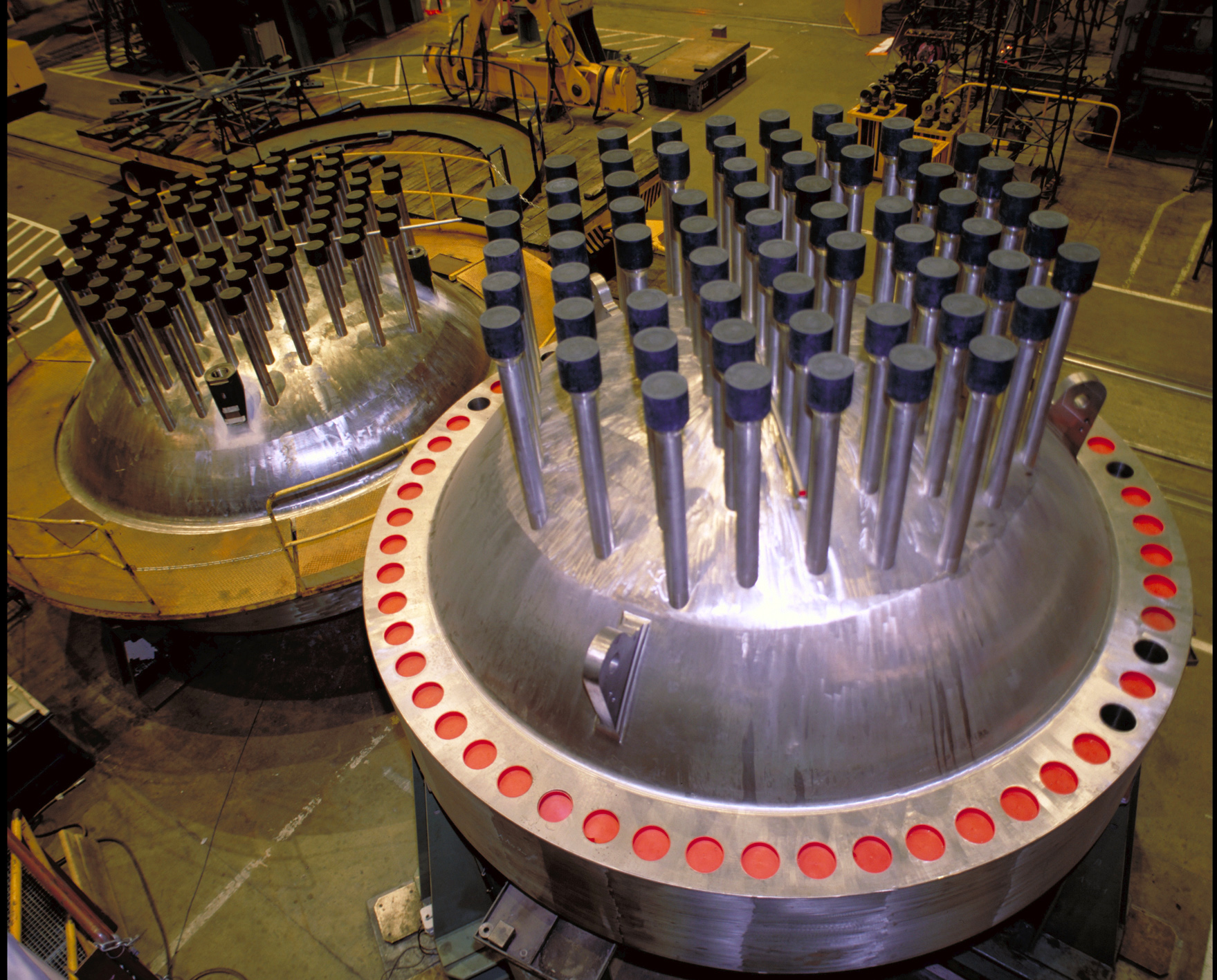
Крышка реактора PWR — сосуда с очень высокими параметрами среды

В едином перечне продукции, в отношении которой устанавливаются обязательные требования в рамках Таможенного союза, присутствуют пункты: «оборудование, работающее под избыточным давлением» и «сосуды, работающие под давлением». Соответствующие требования установлены ТР ТС 032/2013 «О безопасности оборудования, работающего под избыточным давлением».
Сосуды под давлением являются техническими устройствами, эксплуатация которых делают производственный объект опасным. С авариями сосудов под давлением связано большое количество несчастных случаев, поэтому на их проектирование, устройство, изготовление, реконструкцию, наладку, монтаж, ремонт, техническое диагностирование и эксплуатацию в большинстве стран мира накладывается ряд ограничений.
В России обязательны Федеральные нормы и правила в области промышленной безопасности «Правила промышленной безопасности опасных производственных объектов, на которых используется оборудование, работающее под избыточным давлением», а также ряд других отраслевых документов, действие которых ограничено своей специфической областью (например «Правила устройства и безопасной эксплуатации оборудования и трубопроводов атомных энергетических установок», «Правила устройства и безопасной эксплуатации сосудов, работающих под давлением, для объектов использования атомной энергии» и др.). Эти и другие государственные документы устанавливают границы параметров содержащихся в сосуде веществ, превышение которых причисляет сосуд к опасным, в общем случае, как:
- вода с температурой выше 115 °С или другие нетоксичные, невзрывопожароопасные жидкости при температуре, превышающей температуру кипения при давлении 0,07 МПа;
- пар, газ или токсичные взрывопожароопасные жидкости с давлением свыше 0,07 МПа;
- сжатых, сжиженных и растворенных газов под давлением свыше 0,07 МПа.

### Требования к оснащению
Для управления работой и обеспечения безопасных условий эксплуатации сосуды в зависимости от назначения должны быть оснащены:
- запорной или запорно-регулирующей арматурой;
- приборами для измерения давления;
- приборами для измерения температуры;
- предохранительными устройствами;
- указателями уровня жидкости.

### Контроль сварных соединений
Организация-изготовитель (доизготовитель), монтажная или ремонтная организация обязаны применять такие виды и объёмы контроля своей продукции, которые гарантировали бы выявление недопустимых дефектов, её высокое качество и надежность в эксплуатации.
Контроль качества сварки и сварных соединений должен включать:
- проверку аттестации персонала;
- проверку сборочно-сварочного, термического и контрольного оборудования, аппаратуры, приборов и инструментов;
- контроль качества основных материалов;
- контроль качества сварочных материалов и материалов для дефектоскопии;
- операционный контроль технологии сварки;
- неразрушающий контроль качества сварных соединений;
- разрушающий контроль качества сварных соединений;
- контроль исправления дефектов.

### Государственный надзор
Сосуды, на которые распространяются российские государственные правила, до пуска их в работу должны быть зарегистрированы в органах Ростехнадзора России, кроме специально оговоренных случаев, на основании письменного заявления владельца сосуда; при перестановке сосуда на новое место или передаче сосуда другому владельцу, а также при внесении изменений в схему его включения сосуд до пуска в работу должен быть перерегистрирован в органах Ростехнадзора России.
Кроме того сосуды, на которые распространяется действие государственных правил, должны подвергаться техническому освидетельствованию после монтажа, до пуска в работу, периодически в процессе эксплуатации и в необходимых случаях — внеочередному освидетельствованию с участием специалиста организации, имеющей лицензию Ростехнадзора России (если сосуд зарегистрирован). Объём, методы и периодичность технических освидетельствований сосудов (за исключением баллонов) должны быть определены изготовителем и указаны в руководстве по эксплуатации. В случае отсутствия таких указаний техническое освидетельствование должно проводиться в соответствии с требованиями государственных правил.